# Johanna Koerten
Johanna (Janneke) Koerten (Amsterdam, 17 november 1650 – aldaar, 28 december 1715) was een Nederlandse knipkunstenares. Daarnaast was zij vaardig met handwerken, borduren, speldewerken, kantwerk en akernaayen en diverse andere creatieve uitingen, waaronder het graveren van stenen.
Haar naam wordt ook wel gespeld als Joanna Koerten, Johanna Coerten of Johanna Courten. Ook wordt zij wel Johanna Koerten-Blok genoemd, naar haar echtgenoot.

## Biografie
Johanna was de dochter van Jan Koerten (1622-1651) en Ytje Cardinaels (overleden voor 25-10-1691). Haar vader was handelaar in laken (wollen stof) en overleed kort na haar geboorte. Haar moeder hertrouwde in 1659 met Zacharias Rosijn, ook lakenhandelaar, en gevestigd in de Warmoesstraat. Johanna Koerten groeide op in een doopsgezind milieu. Daarom werd ze pas op 7 december 1669 gedoopt.
Nadat haar moeder en stiefvader overleden waren trouwde Johanna in 1691 met Adriaan Blok (ca. 1653-1726). Blok was eveneens lakenkoopman. Hij had een winkel op de Nieuwendijk (nu nr. 137). Het echtpaar kreeg geen kinderen. Johanna werd 2 januari 1716 in de Oudezijds Kapel te Amsterdam begraven. 

## Kabinet en Stamboek
Aan de Nieuwendijk bevond zich het kabinet van Koerten, dat was een ruimte waar haar knipkunst aan de muur hing. Bezoekers schreven in het zogenaamde stamboek (of Album amicorum) van Koerten. Het was een soort bezoekers- en vriendenboek met handtekeningen, maar op den duur werden er ook tekeningen, kalligrafie, en gedichten toegevoegd. In de gedichten werden vaak dezelfde werken uit het kabinet opgehemeld. Sommige auteurs denken dat Johanna vooral beroemd is geworden vanwege het stamboek.  
Na haar dood liet haar echtgenoot Adriaan Blok het stamboek verder verfraaien. Ook liet hij het deel met gedichten uitgeven onder de titel Het stamboek op de papiere snykunst van mejuffrouw Joanna Koerten, huisvrouw van den heere Adriaan Blok. Het boek bevatte werk van 117 personen, deels in het Latijn met Nederlandse vertaling. Diverse kunstenaars, calligrafen en dichters, zoals Gerard de Lairesse, Melchior de Hondecoeter, Jacob Gadelle, David van Hoogstraten en Katharina Lescailje, hebben in het boek geschreven. Het boek werd nog aangevuld tot na het overlijden van Adriaan, in 1726. De originele bladen van het boek zijn in 1765 los geveild in Haarlem.

## Werk

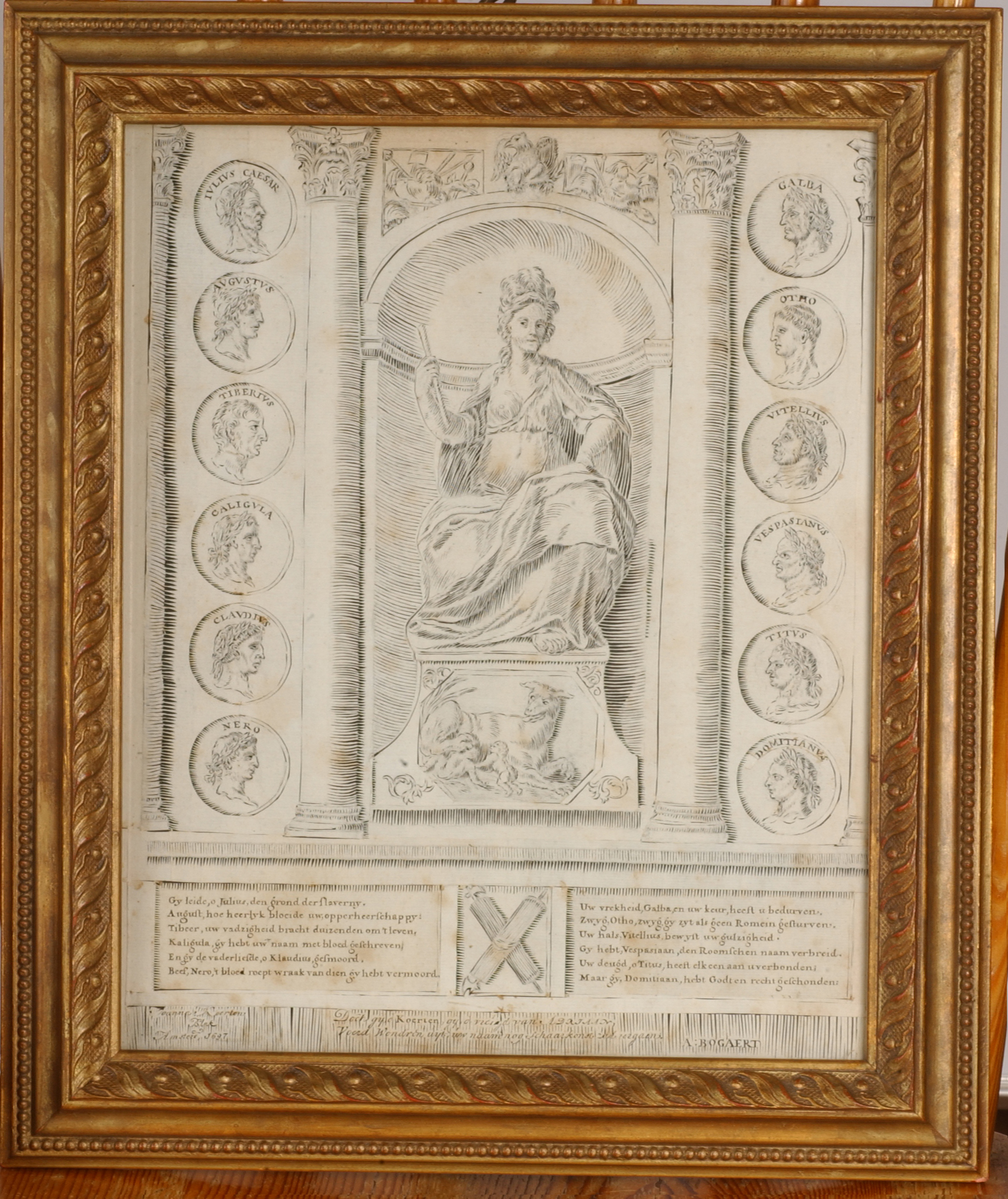
Allegorie de "Romeinse Vrijheid", collectie Westfries Museum, Hoorn

Het knipwerk van Johanna werd zowel binnen als buiten de Republiek der Nederlanden gewaardeerd. Zij specialiseerde zich vooral in het platwerk, knipwerk waarbij het papier alleen wordt ingekerfd. Een andere papierkniptechniek die werd beoefend was opwerk, met het papier in reliëf.
Johanna knipte onder andere portretten van tsaar Peter de Grote, keurvorst Frederik van Brandenburg, David van Hoogstraten, Galenus Abrahamszn, de gebroeders Cornelis de Witt en Johan de Witt, en Stadhouder Willem III. Ook kreeg zij een opdracht van de Duitse keizerin om een trofee te maken met de wapenschilden van keizer Leopold I waarvoor Koerten 1000 gulden ontving. Ook maakte ze een portret van deze keizer.
Daarnaast knipte Johanna Bijbelse en historische taferelen, stillevens, landschappen, stadsgezichten en allegorieën.

## Lijst van werken
Er is niet veel werk van Johanna Koerten bewaard gebleven. Er zijn vijftien knipsels aan haar toegeschreven, onder andere:
- Portret van Doctor Galenus Abrahamsz. leeraar (1692) in een privécollectie
- De Romeinse vrijheid (1697) in het Westfries Museum in Hoorn. Twaalf veldheren en heersers uit de Oudheid zijn in medaillons afgebeeld om de Vrijheid, die op een troon zit[7]
- Portret van Tsaar Peter de Grote (ca. 1697) in eigendom van de Stichting Familie de Flines en in bruikleen bij het Koninklijk Oudheidkundig Genootschap
- Portret van koning-stadhouder Willem III (ca. 1700) in Museum De Lakenhal in Leiden
- Portret van Frederik III van Brandenburg (ca. 1700) in eigendom van de Stichting Familie de Flines en in bruikleen bij het Koninklijk Oudheidkundig Genootschap
- Maria met kind en Johannes de Doper (ca. 1703), in het Victoria and Albert Museum in Londen
- Ut Flos Vita Nostra (ca. 1705-11), verblijfplaats onbekend
- Pyramus en Thisbe (1709), collectie Van Regteren Altena
- Lierspeler (ongedateerd) in eigendom van de Stichting Familie de Flines en in bruikleen bij het Koninklijk Oudheidkundig Genootschap
- Bijdrage aan het stamboek van de muntenverzamelaar Nicolaas Chevalier (ca. 1694) in de Koninklijke Bibliotheek in Den Haag

- Biblioteca Nacional de España: XX6077367
- Biografisch Portaal: 16888751
- Digitale Bibliotheek voor de Nederlandse Letteren: koer005
- Gemeinsame Normdatei: 1024480666
- International Standard Name Identifier: 0000 0000 6913 2897
- Nederlandse Thesaurus van Auteursnamen: 309259673
- RKD-Nederlands Instituut voor Kunstgeschiedenis: 45374
- Union List of Artist Names: 500023941
- Virtual International Authority File: 95828840